# Дарем (Каліфорнія)
Дарем (англ. Durham) — переписна місцевість (CDP) в США, в окрузі Б'ютт штату Каліфорнія. Населення — 5834 особи (2020).

## Географія
Дарем розташований за координатами 39°37′46″ пн. ш. 121°47′27″ зх. д. / 39.62944° пн. ш. 121.79083° зх. д. (39.629358, -121.790770).  За даними Бюро перепису населення США в 2010 році переписна місцевість мала площу 212,21 км², з яких 211,81 км² — суходіл та 0,39 км² — водойми.

## Демографія
Згідно з переписом 2010 року, у переписній місцевості мешкало 5518 осіб у 2113 домогосподарствах у складі 1570 родин. Густота населення становила 26 осіб/км².  Було 2242 помешкання (11/км²).
Расовий склад населення:
| - 92,2 % — білих - 1,0 % — корінних американців - 0,6 % — азіатів - 0,3 % — чорних або афроамериканців - 0,2 % — вихідців з тихоокеанських островів - 3,0 % — осіб інших рас |

До двох чи більше рас належало 2,7 %. Частка іспаномовних становила 11,1 % від усіх жителів.
За віковим діапазоном населення розподілялося таким чином: 23,6 % — особи молодші 18 років, 62,0 % — особи у віці 18—64 років, 14,4 % — особи у віці 65 років та старші. Медіана віку мешканця становила 43,3 року. На 100 осіб жіночої статі у переписній місцевості припадало 99,3 чоловіків;  на 100 жінок у віці від 18 років та старших — 97,8 чоловіків також старших 18 років.
Середній дохід на одне домашнє господарство  становив 85 323 долари США (медіана — 70 374), а середній дохід на одну сім'ю — 95 659 доларів (медіана — 83 125). Медіана доходів становила 67 429 доларів для чоловіків та 49 552 долари для жінок. За межею бідності перебувало 17,2 % осіб, у тому числі 18,9 % дітей у віці до 18 років та 13,9 % осіб у віці 65 років та старших.
Цивільне працевлаштоване населення становило 2639 осіб. Основні галузі зайнятості: освіта, охорона здоров'я та соціальна допомога — 37,8 %, сільське господарство, лісництво, риболовля — 10,6 %, науковці, спеціалісти, менеджери — 10,3 %.